# Galaktozid 3-fukoziltransferaza
Galaktozid 3-fukoziltransferaza (EC 2.4.1.152, Luisova negativna alfa-3-fukoziltransferaza, plazma alfa-3-fukoziltransferaza, guanozin difosfofukoza-glukozid alfa1->3-fukoziltransferaza, GDP-L-fukoza:1,4-beta--galaktozil--acetil--glukozaminil- 3--fukoziltransferaza, GDP-beta--fukoza:1,4-beta--galaktozil--acetil--glukozaminil- 3--fukoziltransferaza, GDP-beta--fukoza:1,4-beta--galaktozil--acetil--glukozaminil- 3-alfa--fukoziltransferaza) je enzim sa sistematskim imenom GDP-beta--fukoza:(1->4)-beta--galaktozil--acetil--glukozaminil- 3-alfa--fukoziltransferaza. Ovaj enzim katalizuje sledeću hemijsku reakciju
GDP-beta-L-fukoza + (1->4)-beta--galaktozil--acetil--glukozaminil-R {\displaystyle \rightleftharpoons } GDP + (1->4)-beta--galaktozil-[alfa-(1->3)-L-fukozil]--acetil--glukozaminil-R
Ovaj enzim normalno deluje na glikokonjugate, gde je R glikoprotein ili glikolipid.

## Literatura
- Nicholas C. Price; Lewis Stevens (1999). Fundamentals of Enzymology: The Cell and Molecular Biology of Catalytic Proteins (Third изд.). USA: Oxford University Press. ISBN 019850229X.
- Eric J. Toone (2006). Advances in Enzymology and Related Areas of Molecular Biology, Protein Evolution (Volume 75 изд.). Wiley-Interscience. ISBN 0471205036.
- Branden C; Tooze J. Introduction to Protein Structure. New York, NY: Garland Publishing. ISBN 0-8153-2305-0.
- Irwin H. Segel. Enzyme Kinetics: Behavior and Analysis of Rapid Equilibrium and Steady-State Enzyme Systems (Book 44 изд.). Wiley Classics Library. ISBN 0471303097.

## Spoljašnje veze
- 4-galactosyl-N-acetylglucosaminide+3-alpha-L-fucosyltransferase на 